# 染井吉野 (歌曲)
染井吉野（ソメイヨシノ）是堂本剛以個人制作名義(Solo Work Produce Name)ENDLICHERI☆ENDLICHERI首次發表的單曲。於2006年2月1日由傑尼斯娛樂唱片公司發行。值得注意的是，所收錄作品的作曲與作詞皆由他個人一手包辦。

## 解說
(以下部份為制作者原文解說部份的翻譯)
1. 染井吉野〈Time: 5'34"〉

　其實這首歌在3年前幾乎就已經完成了，不過當時因為我對這首歌的感情太過於強烈，以致於到最後無法順利的將它做成一首完整的作品。所以才讓它一直沉睡到現在。我從小時候開始，就覺得櫻花有種寂寞的意象，學生時代曾經走過的上學道路兩旁，種著一整排的櫻花樹，一到春天便絢麗地綻放，閃耀著耀眼的光芒。那真的是很美…，不過那份美僅止於轉瞬之間，強烈的春風吹來，將粉紅花瓣吹落在地，那樣的景色，不管是小時候或是現在的我，都彷彿見到櫻花在落淚…。飄落在地的花瓣被地上的柏油染黑，看起來有些可憐，所以我很不喜歡踏過它們去上學。同樣的感覺至今仍沒改變，我跟母親每年一到春天都會一起去賞櫻，去年、前年都有，母親在櫻花樹下跟我說了這麼一句話：「我還能再跟你…一起賞幾次櫻花呢？」，我的心彷彿碎了一般。年紀大了之後，常常會在快樂的旅行中，突然露出不安與寂寞的表情，正因為如此，我想要活出自己，想要盡自己所能的去愛人，並且希望能夠很自然的去愛現在的自己。
　這首「染井吉野」，是退一步站在年長的長輩身後，用盡全力來接受他們滿溢高漲、無法隱藏的感情，這樣的一首櫻花之歌。
1. 落湯雞〈Time: 4'59"〉

　「那一天，我們為何要相遇…。」這是戀愛中的戰士一定要說的一句話(笑)，嗯…反正就是這樣的一首歌。
1. Blue Berry〈Time: 4'42"〉

　我也參加了這首歌吉他伴奏的部份。這首歌描寫的是所有在冷漠的現代社會中擁有溫度，必須活過一天又一天的人們，再將並非放棄而是被動的前進這樣有點曖昧的感覺寫進歌裡，現代社會就是這樣。因為我喜歡放克音樂，所以會對歌曲作很多細部的要求，不過樂手們演奏的時候，也漂亮的完成了這首歌曲。放克耶(笑)，一首完美的歌曲誕生了。

## 名稱
- 日語原名：
- 中文意思：染井吉野（為櫻花品種之一，請參照染井吉野櫻。）
- 台灣艾迴譯名：染井吉野

## 收錄歌曲

### 初回版收錄歌曲
1. 染井吉野（ソメイヨシノ）
  - 編曲：ENDLICHERI☆ENDLICHERI／十川知司
  - 銅樂編排：ENDLICHERI☆ENDLICHERI／下神竜哉
2. 落湯雞（濡れ鼠）
  - 編曲：ENDLICHERI☆ENDLICHERI／上田ケンジ
  - 管樂編排：ENDLICHERI☆ENDLICHERI／下神龍哉
3. 染井吉野 -Backing Track-
4. 落湯雞 -Backing Track-

### 通常版收錄歌曲
1. 染井吉野（ソメイヨシノ）
2. 落湯雞（濡れ鼠）
3. Blue Berry 
  - 編曲：ENDLICHERI☆ENDLICHERI／十川知司
  - 管樂編排：ENDLICHERI☆ENDLICHERI／YOKAN